# Divize D 1970/1971
V soubojích 6. ročníku Moravskoslezské divize D 1970/71 (jedna ze skupin 4. fotbalové ligy) se utkalo 16 týmů každý s každým dvoukolovým systémem podzim–jaro. Tento ročník začal v srpnu 1970 a skončil v červnu 1971.

## Nové týmy v sezoně 1970/71
- Ze III. ligy – sk. B 1969/70 sestoupilo do Divize D mužstvo TJ Zbrojovka Brno „B“.
- Z Jihomoravského župního přeboru 1969/70 postoupilo vítězné mužstvo TJ Baník Ratíškovice.[1]
- Ze Středomoravského župního přeboru 1969/70 postoupilo vítězné mužstvo TJ Slavia Kroměříž.[2]
- Ze Severomoravského župního přeboru 1969/70 postoupilo vítězné mužstvo TJ VŽKG Ostrava „B“.

## Konečná tabulka
Zdroj: 
| Poř. | Tým                       | Z  | V  | R  | P  | VG | OG | B  |
| ---- | ------------------------- | -- | -- | -- | -- | -- | -- | -- |
| 1.   | TJ US Uničov              | 30 | 20 | 4  | 6  | 58 | 29 | 44 |
| 2.   | TJ JTT Veselí nad Moravou | 30 | 18 | 7  | 5  | 58 | 24 | 43 |
| 3.   | TJ ZKL Brno               | 30 | 15 | 5  | 10 | 53 | 36 | 35 |
| 4.   | TJ Jiskra Otrokovice      | 30 | 13 | 9  | 8  | 38 | 30 | 35 |
| 5.   | TJ Ostroj Opava           | 30 | 11 | 12 | 7  | 38 | 34 | 34 |
| 6.   | TJ Sigma MŽ Olomouc       | 30 | 14 | 6  | 10 | 41 | 39 | 34 |
| 7.   | TJ Moravská Slavia Brno   | 30 | 11 | 9  | 10 | 56 | 39 | 31 |
| 8.   | TJ Slavia Kroměříž (N)    | 30 | 10 | 8  | 12 | 43 | 35 | 28 |
| 9.   | TJ OP Prostějov           | 30 | 10 | 7  | 13 | 37 | 40 | 27 |
| 10.  | TJ Zbrojovka Brno „B“ (S) | 30 | 9  | 9  | 12 | 39 | 54 | 27 |
| 11.  | TJ Baník 1. máj Karviná   | 30 | 9  | 9  | 12 | 23 | 43 | 27 |
| 12.  | TJ Spartak ČKD Blansko    | 30 | 7  | 13 | 10 | 19 | 38 | 27 |
| 13.  | VTJ Dukla Kroměříž        | 30 | 9  | 8  | 13 | 34 | 34 | 26 |
| 14.  | TJ Tatra Kopřivnice       | 30 | 11 | 4  | 15 | 27 | 42 | 26 |
| 15.  | TJ VŽKG Ostrava „B“ (N)   | 30 | 6  | 12 | 12 | 32 | 35 | 24 |
| 16.  | TJ Baník Ratíškovice (N)  | 30 | 3  | 6  | 21 | 31 | 75 | 12 |

Poznámky:
- Z = Odehrané zápasy; V = Vítězství; R = Remízy; P = Prohry; VG = Vstřelené góly; OG = Obdržené góly; B = Body; (S) = Mužstvo sestoupivší z vyšší soutěže; (N) = Mužstvo postoupivší z nižší soutěže (nováček)

|  | Postup do III. ligy – sk. B 1971/72                |
|  | Sestup do Jihomoravského župního přeboru 1971/72   |
|  | Sestup do Severomoravského župního přeboru 1971/72 |